# 西島牧村
西島牧村（にししままきむら）は、かつて北海道島牧郡にあった村。

## 沿革
- 1906年（明治39年）4月1日 - 北海道二級町村制施行により島牧郡千走村、永豊村、江泥辺村、原歌村が合併し、西島牧村が発足。寿都支庁に所属。
- 1910年（明治43年）3月1日 - 支庁の統合により後志支庁に所属。
- 1956年（昭和31年）9月30日 - 島牧郡東島牧村と合併して島牧村となり消滅した。